# Château Thorenc
Le château Thorenc est une résidence de villégiature construite vers 1870 et située dans le quartier de Terrefial à Cannes, aux abords du massif de la Californie et à la limite du Cannet.

## Historique
Les terres de Thorenc furent acquises en 1832 par Sébastien de Riouffe, baron de Thorenc (né à Antibes le 7 avril 1795, mort à Paris le 16 mars 1867) (arrière-petit-fils de Jean Riouffe, descendant d'une famille de pêcheurs cannois, né le 14 octobre 1662 à Cannes, marié à 23 ans à sa cousine Jeanne, nommé juge au parlement d'Aix un an plus tôt, pendant le siège de Toulon il réussit à y apporter une cargaison de blé ce qui lui valu d'être anobli par Louis XIV en 1709 et devient Jean de Riouffe. Vingt ans plus tard il est nommé chevalier de l'ordre de Saint-Louis. Il est mort en 1748), engagé dans le corps d'artillerie de la marine à l'âge de 15 ans, chef d'escadron dans le corps d'artillerie de la marine et a participé à la retraite de Moscou en 1813, blessé et fait prisonnier lors de la bataille de Leipzig en 1813, il a été libéré en 1814 et qui est inhumé le 18 mars 1867 au cimetière de Montmartre (division 5) (photo et photo). 
Le domaine du château de Thorenc fut construit vers 1870 pour la duchesse de Bedford. En 1876 il est la résidence de Sir Richard Atwood Glass. Il appartient ensuite à la duchesse de Montrose. Le terrain de jeu est remplacé par un lawn-tennis. En 1896 le chef jardinier Denis Troncy qui remplace Lucien Lhotte apporte quelques modifications pour Lord Rendel. C'est vraisemblablement vers cette époque que fut réalisé le cryptoportique.
En 1923 un nouveau partage lotit le reste du domaine. En 1926 le nouveau propriétaire divise le château, pour en faire deux villas en faisant supprimer la partie centrale de la bâtisse.
Vers 1928-1930, le pionnier de l'automobile Albert Neubauer fait aménager la villa Ouest par l'architecte cannois François Arluc. Ce sont les architectes Louis Süe et Léon Le Bel de Grasse, avec la collaboration de Jean-Baptiste Dental, paysagiste pépiniériste à Biot qui reconstruisent le château. Le peintre Jean-Gabriel Domergue y réalise les décors du salon vénitien. En 1932, les architectes Charles Legrand de Paris et Léon Le Bel, conçoivent le nouveau portail et la conciergerie Ouest.
En 1937, le château devient la résidence de l'empereur d’Annam, Bảo Đại, qu'on voyait souvent dans les rues de Cannes pilotant un impressionnant side-car 1 000 cm3 Vincent H.R.D. Il fait appel au décorateur parisien installé à Nice Jacques Courtois. L'ex-souverain vietnamien conserve le château jusqu’au début des années 1960.
En 1968, l'architecte Offenstein remplace la maison par un immeuble. 
Depuis, le domaine est devenu une copropriété moderne et luxueuse. Elle compte de nombreux appartements haut de gamme mais a su conserver sa fastueuse entrée d'origine. Le parc botanique a pu être conservé.

## Parc
1870
À l'origine, la propriété, parc de trente-six hectares sur le quartier de Terrefial, depuis la colline du Pezou jusqu'aux limites des communes du Cannet et de Vallauris, était composée d'une végétation tropicale sur la partie basse et dans la partie haute de grands bois de pins et de chênes, des cultures d'orangers, de citronniers et des oliviers, pour la duchesse de Bedford. 
1889
Le duc et la duchesse de Montrose aménage le parc à l'anglaise (150 ouvriers en 6 mois) avec une avenue sinueuse partant du portail sud-est vers le chateau, une vaste une terrasse en terre-plein soutenue par un cryptoportique et à l'est un nymphéum porté par d'imposantes colonnes (conservés jusqu'aujourd'hui). 

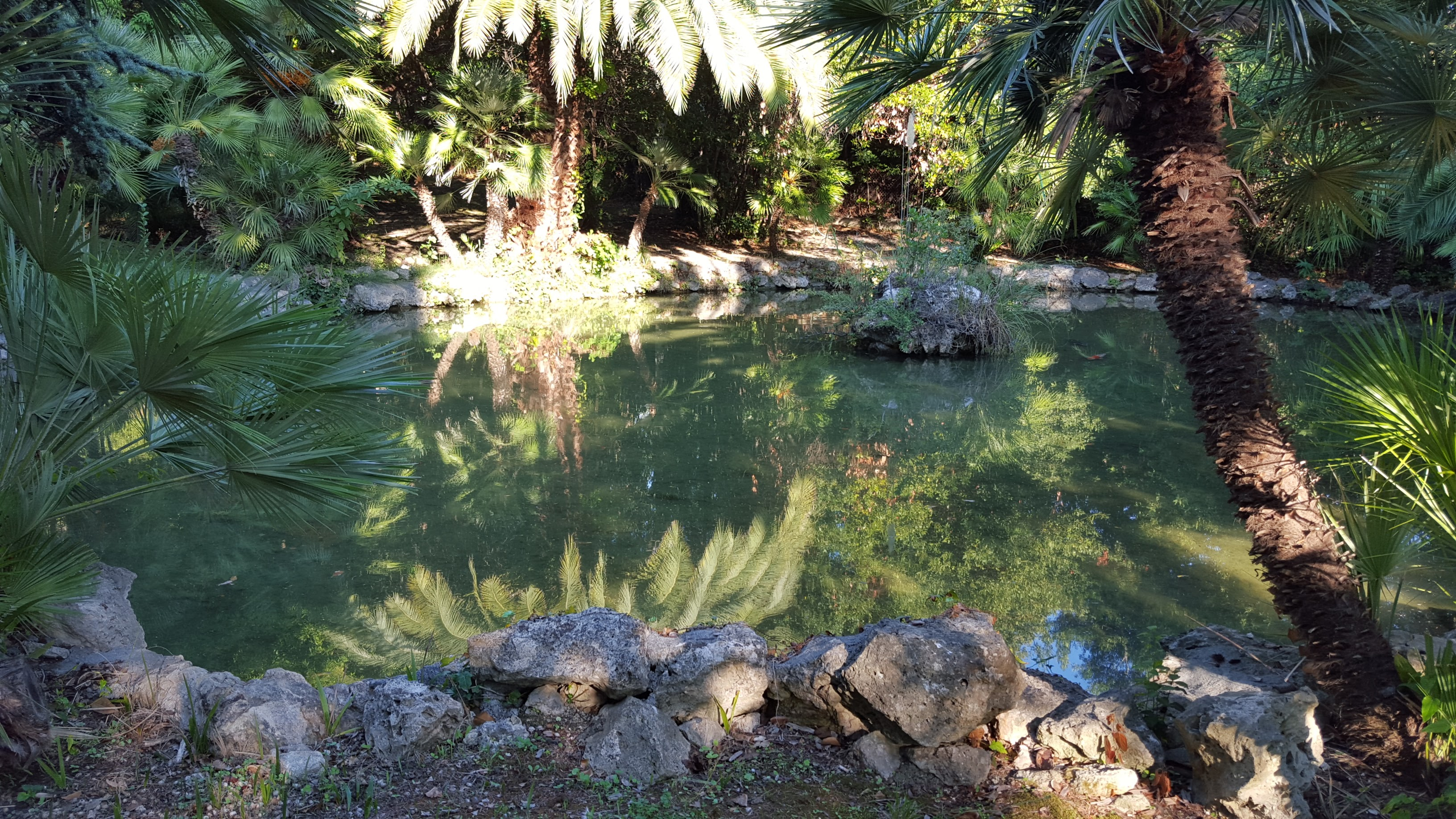
Mare artificielle.

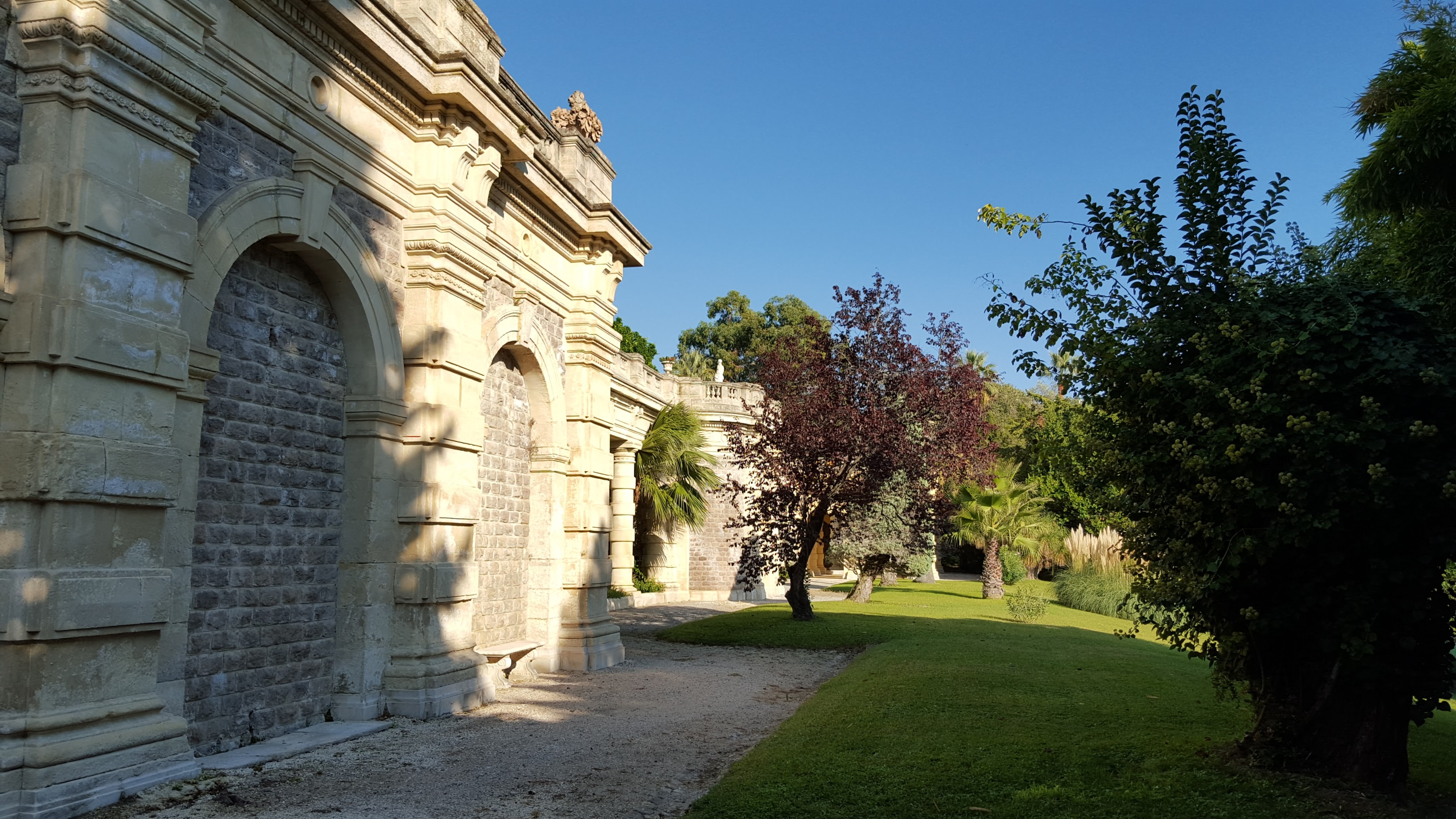
Perspective terrasse en terre-plein.

En contrebas se trouvait le jardin paysager avec une fausse rivière, des bassins, une mare, des rochers artificiels, une maison de thé. 
A l'ouest étaient installés les écuries, les remises et le jardin potager, d'une superficie de 3500 m² environ qui produisait une variété de petits pois dénommés Merveille d'Amérique qui fait l'objet d'une culture spéciale.
Au nord se trouvait un pigeonnier et un poulailler, une vacherie et sa laiterie, un ravin utilisé artistiquement en établissant des enrochements artificiels, des ponts suspendus, et des eaux jaillissantes. 
(La ville de Cannes honorera ces propriétaires en renommant l'avenue Montrose)

## Patrimoine culturel
À l'origine résidence de villégiature, le château Thorenc, désormais loti en copropriété, est une propriété privée située 38 boulevard d'Oxford et 12 avenue d'Annam à Cannes. L'ensemble, le parc, le jardin d'agrément et sa nymphée, sont inscrits depuis 2009 à l'inventaire général du patrimoine culturel de la région Provence-Alpes-Côte d'Azur au titre du recensement du patrimoine balnéaire.

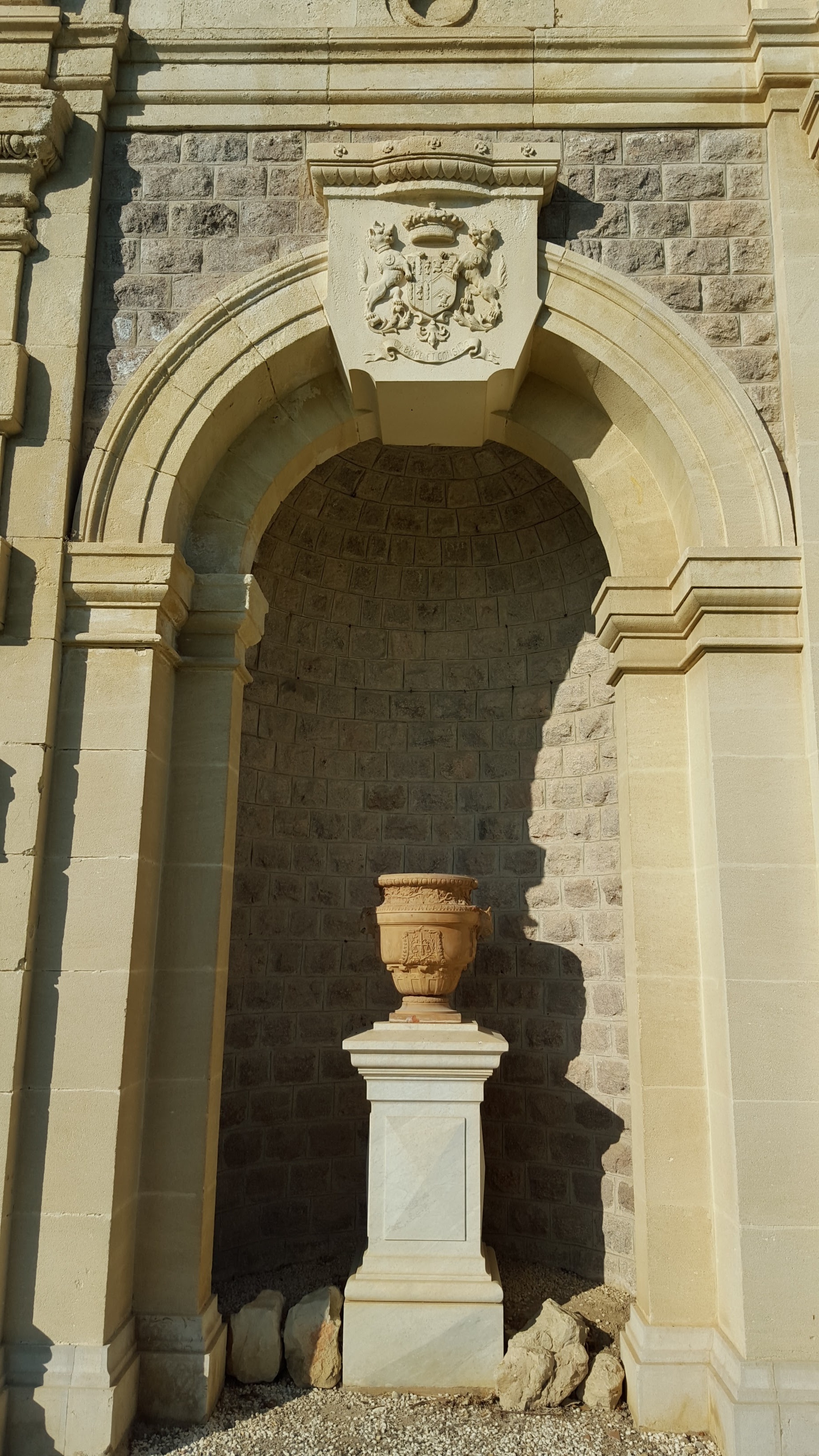
Cryptoportique.
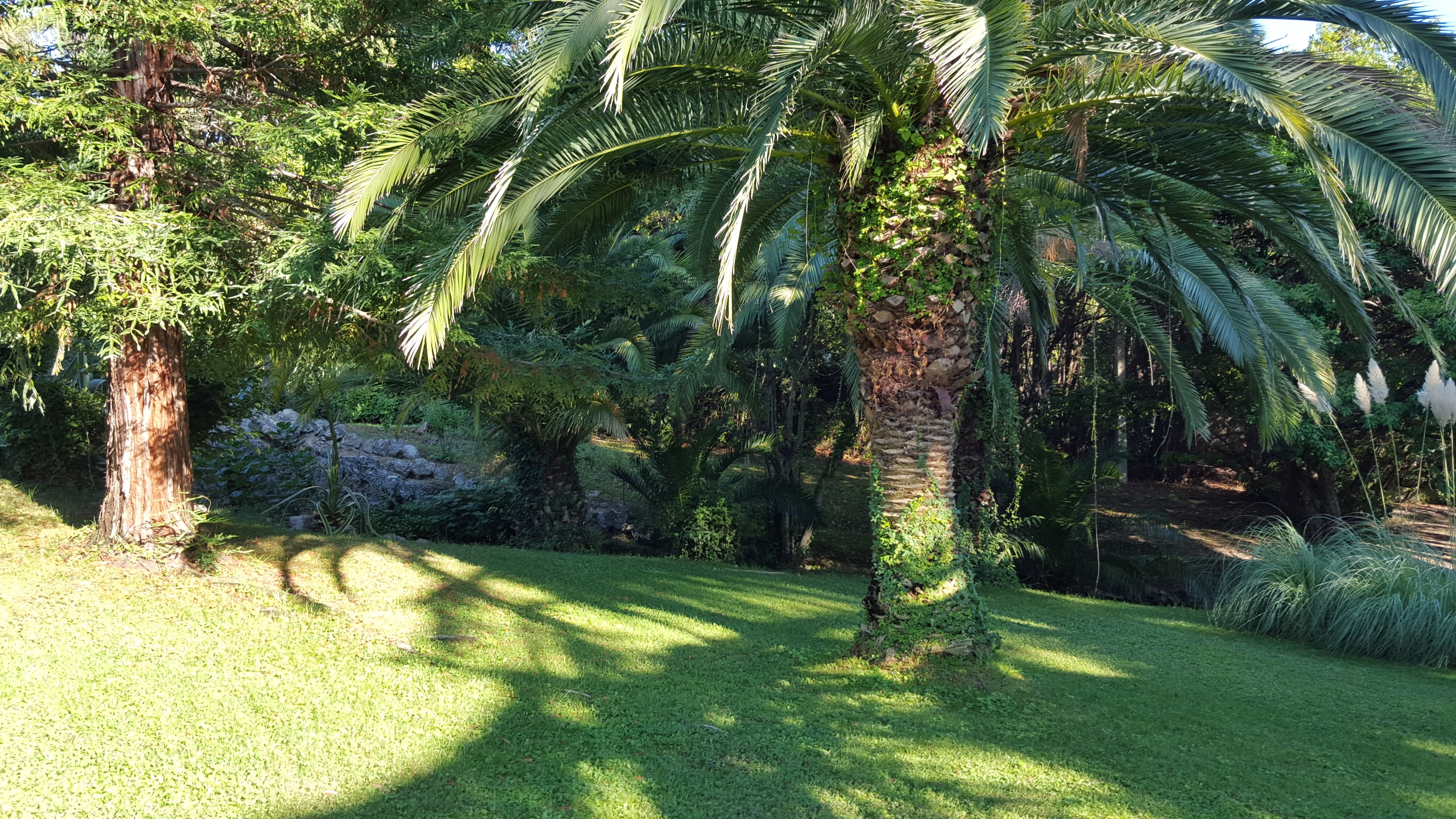
Rivière artificielle.
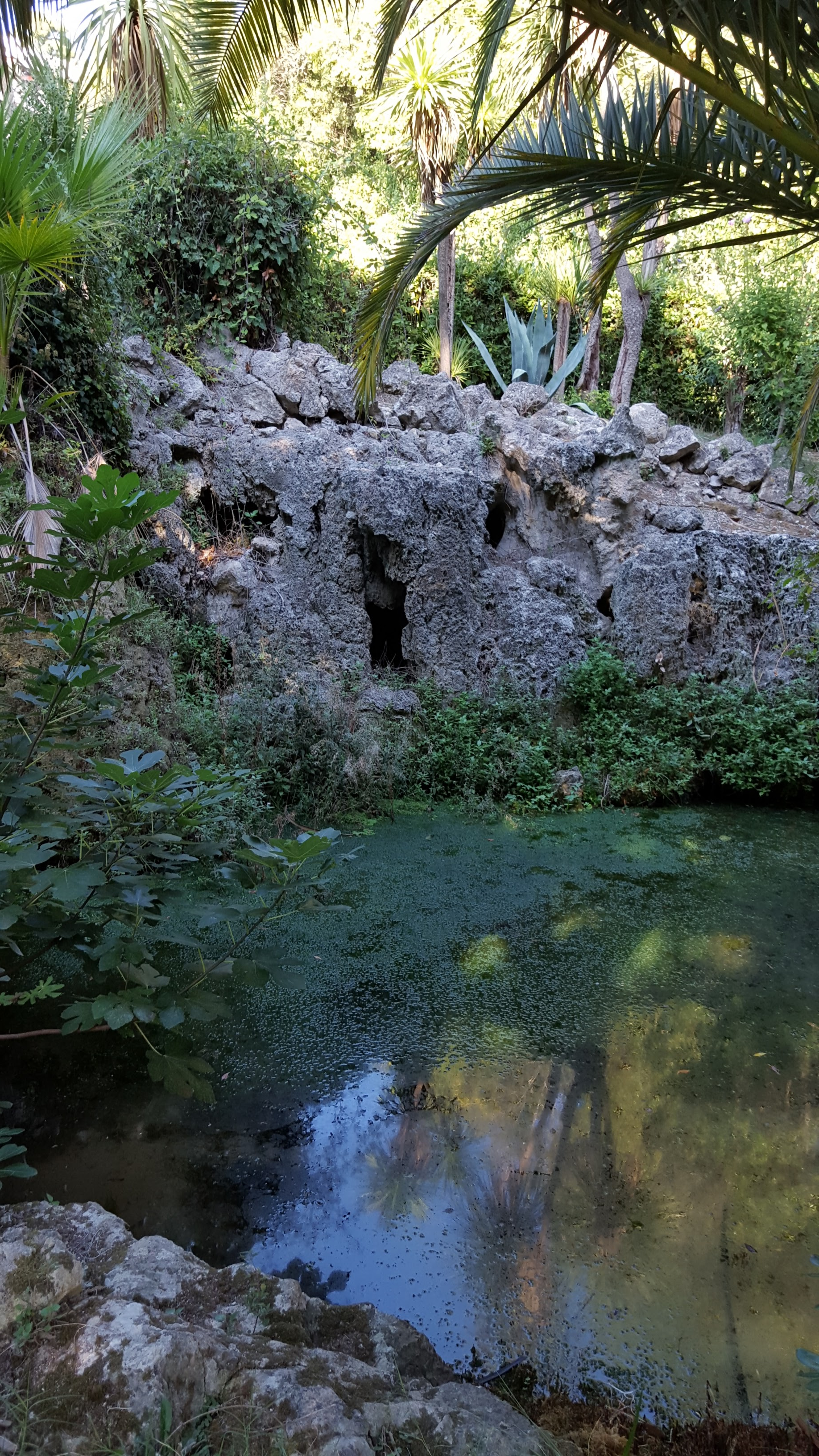
Rivière artificielle.